# The Preacher's Wife: Original Soundtrack Album
The Preacher's Wife é a banda sonora do filme de mesmo nome, lançada em 1996.
Há muito tempo Whitney Houston pretendia lançar um álbum gospel e em 1996 ela regressa às suas origens. O álbum contém a participação, em várias faixas, do coro Geórgia Mass Choir, um dos mais tradicionais dos Estados Unidos.
O álbum gerou três singles: o primeiro foi a balada gospel "I Believe in You And Me", seguidos de "Step By Step" e "My Heart is Calling".
Em companhia do Geórgia Mass Choir, Whitney fez interpretações em "I love The Lord", "Hold on, help is on the way", "Joy" e "Joy to the world", contando apenas com as suas habilidades vocais.
A trilha-sonora foi lançada em 26 de novembro de 1996 e vendeu 7,5 milhões de cópias em todo o mundo, sendo considerado, até hoje, o álbum gospel mais vendido da história.[carece de fontes?]

## Lista das Faixas
1. "I Believe In You And Me"
2. "Step By Step"
3. "Joy"
4. "Hold On, Help Is On The Way"
5. "I Go To The Rock"
6. "I Love The Lord"
7. "Somebody Bigger Than You And I"
8. "You Were Loved"
9. "My Heart Is Calling"
10. "I Believe In You And Me" (Single Version)
11. "Step By Step" (Remix)
12. "Who Would Imagine A King"
13. "He 'S All Over Me"
14. "The Lord Is My Shepherd" - Cissy Houston
15. "Joy To The World"

## Paradas daRevista Billboard
Álbum
| Ano  | Parada                              | Posição |
| ---- | ----------------------------------- | ------- |
| 1996 | Billboard 200                       | 3       |
| 1996 | Álbuns Gospel (Gospel Albums Chart) | 1       |

Singles
| Ano  | Single                    | Parada            | Posição |
| ---- | ------------------------- | ----------------- | ------- |
| 1996 | "I Believe in You And Me" | Billboard Hot 100 | 3       |
| 1997 | "Step By Step"            | Hot 100           | 15      |
| 1997 | "My Heart Is Calling"     | Hot 100           | 77      |

## Produção
Produtores Executivos: Clive Davis e Whitney Houston

## Principais prêmios
NAACP Image Awards
| Ano  | Vencedor              | Categoria    |
| ---- | --------------------- | ------------ |
| 1997 | "The Preacher’s Wife" | Melhor Álbum |

Dove Awards
| Ano  | Vencedor           | Categoria                        |
| ---- | ------------------ | -------------------------------- |
| 1998 | "I Go To The Rock" | Melhor Música Gospel Tradicional |

## Certificações
| País           | Certificador | Certificação (vendas) |
| -------------- | ------------ | --------------------- |
| União Europeia | IFPI         | Platina               |
| Estados Unidos | RIAA         | 3× Platina            |